# Camelin
Camelin és un municipi francès situat al departament de l'Aisne i a la regió dels Alts de França. L'any 2007 tenia 439 habitants.

## Demografia

### Població
El 2007 la població de fet de Camelin era de 439 persones. Hi havia 168 famílies de les quals 36 eren unipersonals (12 homes vivint sols i 24 dones vivint soles), 64 parelles sense fills i 68 parelles amb fills.
La població ha evolucionat segons el següent gràfic:
Habitants censats

### Habitatges
El 2007 hi havia 190 habitatges, 166 eren l'habitatge principal de la família, 13 eren segones residències i 11 estaven desocupats. 185 eren cases i 5 eren apartaments. Dels 166 habitatges principals, 138 estaven ocupats pels seus propietaris, 24 estaven llogats i ocupats pels llogaters i 4 estaven cedits a títol gratuït; 1 tenia una cambra, 5 en tenien dues, 28 en tenien tres, 38 en tenien quatre i 94 en tenien cinc o més. 127 habitatges disposaven pel capbaix d'una plaça de pàrquing. A 66 habitatges hi havia un automòbil i a 90 n'hi havia dos o més.

### Piràmide de població
La piràmide de població per edats i sexe el 2009 era:
| Homes | Edats   | Dones |
| ----- | ------- | ----- |
| 0     | 95 o +  | 0     |
| 0     | 90 a 94 | 4     |
| 0     | 85 a 89 | 0     |
| 0     | 80 a 84 | 0     |
| 8     | 75 a 79 | 4     |
| 8     | 70 a 74 | 16    |
| 8     | 65 a 69 | 12    |
| 12    | 60 a 64 | 20    |
| 8     | 55 a 59 | 0     |
| 16    | 50 a 54 | 4     |
| 20    | 45 a 49 | 12    |
| 28    | 40 a 44 | 20    |
| 24    | 35 a 39 | 20    |
| 12    | 30 a 34 | 16    |
| 8     | 25 a 29 | 12    |
| 16    | 20 a 24 | 4     |
| 16    | 15 a 19 | 12    |
| 12    | 10 a 14 | 8     |
| 16    | 5 a 9   | 8     |
| 24    | 0 a 4   | 4     |

## Economia
El 2007 la població en edat de treballar era de 269 persones, 198 eren actives i 71 eren inactives. De les 198 persones actives 180 estaven ocupades (106 homes i 74 dones) i 18 estaven aturades (8 homes i 10 dones). De les 71 persones inactives 24 estaven jubilades, 11 estaven estudiant i 36 estaven classificades com a «altres inactius».

### Ingressos
El 2009 a Camelin hi havia 162 unitats fiscals que integraven 424 persones, la mediana anual d'ingressos fiscals per persona era de 17.197 €.

### Activitats econòmiques
Dels 11 establiments que hi havia el 2007, 5 eren d'empreses de construcció, 1 d'una empresa de comerç i reparació d'automòbils, 1 d'una empresa de transport i 4 d'empreses immobiliàries.
Dels 3 establiments de servei als particulars que hi havia el 2009, 1 era un guixaire pintor i 2 fusteries.
L'any 2000 a Camelin hi havia 7 explotacions agrícoles que ocupaven un total de 525 hectàrees.

## Equipaments sanitaris i escolars
El 2009 hi havia una escola elemental integrada dins d'un grup escolar amb les comunes properes formant una escola dispersa.

## Poblacions més properes
El següent diagrama mostra les poblacions més properes.